# Cristian Higuita
Cristian Andrés Higuita Beltrán (Cali, 12 gennaio 1994) è un calciatore colombiano, centrocampista dell'Indep. La Chorrera.

## Carriera
Cristian Higuita comincia la carriera da professionista con il Deportivo Cali nel 2009, riuscendo a far parte della squadra che conquisterà a fine stagione la coppa nazionale. Fa il suo esordio nel massimo campionato colombiano nel 2011 e nel 2014 conquista la Súper Liga. Nel gennaio 2015 viene acquistato dall'Orlando City insieme al suo compagno di squadra Carlos Rivas.

## Palmarès

### Competizioni nazionali
- Copa Colombia: 1

Deportivo Cali: 2010
- Súper Liga: 1

Deportivo Cali: 2014